# Розум на торги
«Розум на торги» (англ. A Mind for Trade) — науково-фантастичний роман американської письменниці Андре Нортон (справжнє ім'я Аліса Мері Нортон) та Шервут Сміт. Роман опублікований 1997.
Роман є сьомою книгою циклу «Королева сонця».

## Сюжет
«Королева сонця» отримує права на знайдений корабель і перейменовує його на «Північну зірку» (англ. North Star).
А також отримує контракт його бувших власників на торгівлю з планетою Геспериди-4.
Команда дізнається, що на цій планеті добувають рідкісну руду, необхідну для виробництва зброї.
Тобто, в них є можливість зробити тільки 1 рейс, перед тим, як планету забере для своїх потреб Зоряний патруль.
Прибувши до планети на обох кораблях, вони помічають на орбіті 2 піратські кораблі, які вичікують, щоб пограбувати їхній вантаж на зворотному шляху.
Переговори з піратами проясняють, що за цим стоять Швери і кількість піратських кораблів є ще більшою.
Капітан Джеліко вирішує потайки послати на планету «Королеву сонця» з молодшою половиною команди, а «Північна зірка» під його командуванням має відволікати увагу піратів.
На планеті Дейн Торсон вступає в переговори з командою шахтарів гуманоїдної раси Татх, які використовують біороботехніку для видобутку руди в складних умовах місцевого магнітного поля.
За місяць часу, переживши декілька бурь і завантаживши половину ємності корабля рудою, «Королева сонця» вирішує покинути планету, забравши заодно з планети і шахтарів від майбутньої супер бурі.
Перед самим зльотом, команда контактує з місцевою розумною расою енергетичних істот.
Весь цей час капітан Джеліко, відправивши таємне послання про допомогу, грає в хованки з кораблям піратів.
Після зльоту «Королеви сонця», відбувається фінальтна битва кораблів піратів, торгівців та Зоряного патруля.
За правилами Зоряного патруля, господарями планети визнається місцева розумна раса.